# Alhabia (kommunhuvudort)
Alhabia är en kommunhuvudort i Spanien.   Den ligger i provinsen Provincia de Almería och regionen Andalusien, i den södra delen av landet, 400 km söder om huvudstaden Madrid. Alhabia ligger 298 meter över havet och antalet invånare är 681.
Terrängen runt Alhabia är kuperad åt nordost, men åt sydväst är den bergig. Alhabia ligger nere i en dal. Runt Alhabia är det ganska tätbefolkat, med 83 invånare per kvadratkilometer. Närmaste större samhälle är Vícar, 18,3 km söder om Alhabia. Omgivningarna runt Alhabia är i huvudsak ett öppet busklandskap.